# Casa da Torre (Oliveira do Conde)

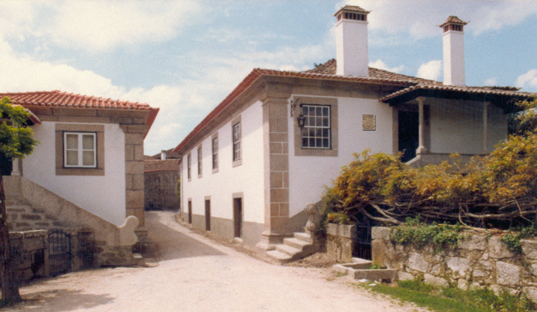
Casa da Torre, à direita da foto, tendo à esquerda a chamada Casa da Frente, que durante algum tempo foi do mesmo proprietário, o que não acontece atualmente.

A Casa da Torre, Casa da D. Luísa Soveral ou Casa dos Soveral, é uma casa nobre rural beirã em Oliveira do Conde, município de Carregal do Sal, no Distrito de Viseu.
De grande horizontalidade, a fachada é marcada pela abertura de vãos simétricos, erguendo-se, no topo norte, a escadaria de acesso ao alpendre de entrada, que dá para o largo onde está o pelourinho da vila. O corrimão em pedra inicia-se numa voluta e circula o amplo alpendre, sustentado por colunas. O jardim e a quinta ficam a norte. 
Foi mandada erguer na primeira metade do século XVII por João de Soveral (c. 1595 – d. 1660), cavaleiro fidalgo da Casa Real (21 de março de 1646) e capitão da Ordenança deste concelho, mantendo-se ainda hoje na mesma família.[carece de fontes?] Já nas Memórias Paroquiais de 1758 é referida como uma das oito casas nobres de Oliveira do Conde.

## História
João de Soveral, que era igualmente senhor da casa da Deveza, em Alvarelhos, um lugar do concelho de Carregal do Sal (então concelho de Currelos), era neto paterno de João Fernandes de Soveral, daí natural, também cavaleiro fidalgo da Casa Real (já o era em 1578), cavaleiro da Ordem de Cristo e comendador de Tânger nesta ordem, com uma tença de 10.000 reais (3 de Maio de 1578), onde serviu, tendo estado na batalha de Alcácer-Quibir, ficando muito ferido e cativo. Foi depois remido, e a 7 de Novembro de 1579, tendo em conta os seus serviços e o que gastou para ser remido, teve mercê da comenda de Padrões da Ordem de Santiago, com 30.000 reais de pensão nas rendas, e ainda a comenda de Mogadouro de S. Mamede. A 2 de Agosto de 1582 recebeu 46.000 reais por outro tanto que lhe ficara por pagar da sua pensão, que tivera em 1580. Ainda vivia em 1617, teria cerca de 87 anos de idade, data em que pela última vez ele e sua 2ª mulher Sebastiana Pessanha são referidos nos paroquiais, sendo que em 1630 são ditos ambos já defuntos.
João de Soveral casou em 1623 em Oliveira do Conde com Luísa da Fonseca, irmã de António de Brito da Costa, capitão-mor de Oliveira do Conde, que integrou a Companhia dos Leões da Beira, capitaneada por seu primo Brás Garcia de Mascarenhas. Sucedeu na casa o filho, também chamado João de Soveral, moço da câmara da Casa Real (18 de Março de 1644) e igualmente capitão da Ordenança de Oliveira do Conde, onde casou com Domingas Tavares, irmã do Dr. Domingos Tavares, um dos dois tabeliães e escrivães (proprietários) das notas, órfãos, público e judicial (28 de Abril de 1664) que então havia em Oliveira do Conde. Destes foi neto paterno o Dr. Manuel de Soveral Tavares, 5º senhor da casa, alferes da Ordenança e também tabelião e escrivão (proprietário) das notas, órfãos, público e judicial de Oliveira do Conde e Currelos em 1737, sendo neste ano bacharel em Leis habilitado ao serviço de Sua Majestade, o qual instituiu morgadio na casa da Deveza, em Alvarelhos. Sucedeu-lhe o filho primogénito, Dr. José de Soveral Tavares, também tabelião e escrivão (proprietário) das notas, órfãos, público e judicial de Oliveira do Conde e Currelos (19 de Dezembro de 1792) e bacharel em Leis habilitado ao serviço de Sua Majestade, que casou em 1756 com sua prima D. Bárbara de Soveral Machado de Vasconcelos, sem geração. Nas anteditas Memórias Paroquiais de 1758 é este Dr. José de Soveral Tavares que vem referido como senhor da casa, embora seu pai ainda vivesse, pois só faleceu a 1 de Março de 1765, sendo até referido nas mesmas Memórias como um dos dois alferes da Ordenança, tendo portanto já deixado o tabelionato para seu filho. Por estas e outras evidências, tudo indica que existiria inimizade pessoal entre o Dr. Manuel de Soveral Tavares e o vigário de Oliveira do Conde José Bento dos Santos, que escreveu essas Memórias de 1758. Daquele Dr. José de Soveral Tavares foi meio-irmão mais novo o Capitão José António de Soveral Tavares, que casou em 1752 com a herdeira da Casa de Oliveirinha.
De fronte da Casa da Torre, separada pela rua, ergue-se uma casa com a mesma traça, ligeiramente mais baixa, construída pouco mais ou menos na mesma época por João de Ilharco Temudo, que foi tabelião e escrivão (proprietário) das notas, órfãos, público e judicial de Oliveira do Conde (1 de Abril de 1627) em sucessão a seu sogro António de Azevedo. Deste João de Ilharco foi genro sucessor o antedito Dr. Domingos Tavares, e deste foi filha sucessora Catarina de Ilharco Temudo, que casou em 1688 com o Dr. Manuel Ferraz da Fonseca, ambos ainda referidos como senhores da dita casa nas Memórias Paroquiais de 1758, apesar de então serem já falecidos, como o próprio autor diz depois, quando refere a filha e os netos. Com efeito, quando as Memórias foram escritas a casa estava desabitada, pois dos filhos deste casal só a filha D. Maria de S. José sobreviveu, tendo casado em 1734 com seu primo Manuel José Tavares, capitão que foi no Brasil, com quem viveu na sua quinta do Cerrado, em Oliveirinha. E foram estes que venderam, justamente em 1758, a casa em Oliveira do Conde ao Dr. José de Soveral Tavares, que aí viveu enquanto seu pai morou, em frente, na Casa da Torre, passando depois o conjunto a ser, em geral, denominado como Casa da Torre. Mas a casa comprada também era conhecida como Casa da Frente. Mais tarde, foi também chamada Casa Amarela ou Casa do Dr. Juiz, permanecendo na família até finais do século XX, quando foi vendida.
Por morte do Dr. José de Soveral Tavares, em 1777, a Casa da Torre, incluindo a Casa da Frente, passou a um sobrinho, o Dr. António de Soveral Tavares, familiar do Santo Ofício (1793), também tabelião e bacharel em Leis habilitado, que igualmente não deixou geração, passando depois a um primo deste, o Dr. Luiz António de Soveral Tavares, que foi abade de Oliveira do Conde e teve quer a Casa da Torre quer a Casa de Oliveirinha, e que por sua morte, em 1869, deixou a primeira a seu sobrinho Luiz Tavares de Soveral Martins, administrador do concelho e presidente da Câmara Municipal de Carregal do Sal (1875), e a segunda a seu outro sobrinho o Dr. José Tavares de Soveral Martins, licenciado em Direito pela Universidade de Coimbra (1849-54), delegado do procurador régio na comarca de Vila Nova de Foz Côa (20 de Maio de 1863), juiz da comarca do Porto e aqui curador geral dos órfãos, procurador real em Lamego, etc. Este foi pai do Dr. José Cardoso de Soveral Martins, juiz em Viseu e notário em Oliveira do Conde, onde faleceu a 22 de Maio de 1937, sucessor na casa, e de Alfredo Cardoso de Soveral Martins, governador de Timor e da Guiné.
Ao Dr. José Cardoso de Soveral Martins sucedeu a filha D. Luiza de Soveral, por cujo nome a casa foi ultimamente conhecida, sendo por isso com o nome de Casa de D. Luísa de Soveral que foi classificada como espaço cultural de interesse histórico e arquitectónico por resolução do Conselho de Ministros n.° 22/94, de 13 de Abril de 1994. A esta D. Luísa de Soveral pertenceu quer a Casa da Torre quer a sua anexa Casa da Frente, sendo esta vendida na segunda metade do século XX. 
A Casa da Torre é actualmente pertença do Sr. Eng. António Fonseca.